# Peeter Järvelaid
Peeter Järvelaid (28. studenog 1957.), estonski teoretičar i povjesničar prava, zaposlen kao profesor na Sveučilištu u Tallinu. 

## Djelovanje
Od 1981. počeo je predavati na Pravnom fakultetu Sveučilišta u Tartuu, a 1992. postao je profesor povijesti estonskog pravnog sustava. Godine 1997. njegova su istraživanja nagrađena stipendijom njemačke Zaklade "Alexander von Humboldt", što mu je omogućilo da između 1998. i 2000. te 2012. boravi kao istraživač na Instutu "Max Planck" za europsku povijest prava i drugim uglednim njemačkim akademskim ustanovama. Potom prelazi na Sveučilište sjever koje je 2010. postalo Pravni fakultet Sveučilišta u Tallinu, gdje predaje kao profesor pravnih znanosti. Od 1997. do 2000. godine Järvelaid je bio savjetnik estonskog Ministarstva pravosuđa, a bio je i v. d. rektora Estonske akademije sigurnosnih znanosti te Estonske pomorske akademije. Godine 2003. Järvelaid je odlikovan Ordenom zasluga Savezne republike Njemačke 1. klase (Bundesverdienstkreuz 1. Klasse).

## Važnija uredništva
Järvelaid je član sljedećih uredništava: 
- Istoriya gosudarstva i prava (Rusija),
- Osteuropa-Recht (Njemačka),
- Latvijas Universitates Zinatnieskie Raksti (Latvija) ,
- Jog, törteneti szemle (Mađarska).